# Człowiek z blizną (film 1983)
Człowiek z blizną (ang. Scarface) – amerykański film gangsterski z 1983 roku w reżyserii Briana De Palmy, zrealizowany na podstawie powieści Armitage’a Traila. Remake klasycznego filmu Człowiek z blizną (1932) Howarda Hawksa. Zdjęcia kręcono w Miami Beach, Los Angeles i Nowym Jorku.

## Fabuła
Film opowiada o karierze Tony’ego Montany, kubańskiego uchodźcy z kryminalną przeszłością, który przybywa do USA w 1980 roku. Tony, z pomocą swojego przyjaciela Manny’ego, zaczyna od morderstwa na zlecenie w obozie dla uchodźców.
Następnie obaj pracują dla handlarza narkotyków, Franka Lopeza. Tony myśli jednak o zbudowaniu własnego imperium. Kiedy jego szef, niezadowolony z jego „samodzielności”, zleca jego zabójstwo, Tony cudem unika śmierci. Wkrótce potem zabija Franka, przejmuje jego interesy i żeni się z jego kochanką, Elvirą. Dzięki nawiązaniu kontaktu z Alejandro Sosą, boliwijskim baronem narkotykowym, Montana błyskawicznie staje się milionerem.
Kłopoty spadają na Tony’ego w postaci amerykańskiego urzędu skarbowego, który prowadzi przeciwko niemu dochodzenie w sprawie prania brudnych pieniędzy. Sosa, jako bardzo wpływowy człowiek, może wyciągnąć go z tych kłopotów, ale pod jednym warunkiem: Tony musi pomóc mu pozbyć się niewygodnego dziennikarza, który prowadzi krucjatę przeciwko boliwijskim handlarzom narkotyków, dodatkowo zamierzając ujawnić kompromitujące Sosę dokumenty na zebraniu ONZ.
W dniu zamachu okazuje się, że samochodem, w którym ma zginąć dziennikarz, porusza się również jego żona i dwie córeczki. Montana, mimo że jest bezwzględnym gangsterem, nie zgadza się na zdetonowanie bomby umieszczonej pod pojazdem – zabijanie kobiet i dzieci jest niezgodne nawet z jego kodeksem moralnym. W kokainowym szale zabija człowieka Sosy, tym samym podpisując na siebie wyrok śmierci.
Stopniowo wpada w coraz większą paranoję. Gdy dowiaduje się, że jego siostra Gina i najlepszy przyjaciel Manny zostali kochankami, wpada w furię i zabija go. Nie wie, że Gina i Manny wzięli potajemnie ślub.
Finałowa scena filmu to zmasowany atak uzbrojonych ludzi Sosy na posiadłość Tony’ego, w którym ginie Gina i wszyscy ochroniarze. Sam Tony postanawia drogo sprzedać swoją skórę. Wyposażony w karabin szturmowy M-16 z granatnikiem M203, znowu wpada w furię spotęgowaną kokainą i z okrzykiem „Say hello to my little friend!” (pol. „Przywitajcie się z moim małym przyjacielem!”) masakruje kolejnych przeciwników.
Ostatecznie, ranny od kul i rozbrojony, ginie od strzału ze strzelby w plecy. Ciało Tony’ego wpada do basenu, nad którym widnieje napis „The world is yours” (pol. „Świat należy do Ciebie”).

## Obsada
- Al Pacino – Tony Montana, kubański gangster, tytułowy „Człowiek z blizną”
- Steven Bauer – Manny Ribera, przyjaciel Tony'ego
- Michelle Pfeiffer – Elvira Hancock, dziewczyna Franka, później związana z Tonym
- Robert Loggia – Frank Lopez, szef Montany
- F. Murray Abraham – Omar Suarez
- Paul Shenar – Alejandro Sosa
- Harris Yulin – Bernstein
- Míriam Colón – Mama Montana
- Mary Elizabeth Mastrantonio – Gina Montana, siostra Tony'ego
- Ángel Salazar – Chi Chi
- Arnaldo Santana – Ernie
- Pepe Serna – Angel
- Michael P. Moran – Nick „Świnia”
- Al Israel – Hector „Ropucha”
- Dennis Holahan – Bankier Jerry

## Znaczenie
Początkowo film spotkał się z negatywnym odbiorem ze strony wielu krytyków, głównie ze względu na nadmierną jak na czas swojej premiery przemoc, wulgaryzmy, drastyczne używanie narkotyków a także negatywne przedstawienie społeczności kubańskich imigrantów w USA. Obecnie jednak film jest uważany za jeden z najlepszych filmów gangsterskich, jakie kiedykolwiek powstały, i jest uznawany za „klasykę” gatunku. Film jest też szeroko przywoływany w popkulturze, zwłaszcza w muzyce hip-hopowej.